# Panika roku 1873
Panika roku 1873 – kryzys gospodarczy z 1873. Swoim schematem dokładnie przypominał wcześniejsze. Ekspansja kredytowa została zapoczątkowana wskutek wysokich kosztów zawiązanych z wojną secesyjną. Znacznie rozbudowano sieć kolejową, nastąpił także intensywny rozwój przemysłu hutniczego i stalowego. Ekspansja rozprzestrzeniła się na resztę świata i w Europie doszło do potężnej spekulacji na giełdzie, czego wynikiem był ogromny wzrost cen papierów wartościowych przedsiębiorstw sektora przemysłowego.
Kryzys ogarnął najpierw kontynent europejski w maju 1873, a latem Stany Zjednoczone, kiedy recesja stała się oczywista i zbankrutował jeden z największych banków amerykańskich Jay Cooke & Co. Warto zauważyć, że Francja, powstrzymawszy się wcześniej od ekspansji kredytowej, uniknęła paniki i następującego po niej poważnego kryzysu.
19 sierpnia nadszedł „czarny piątek” na Nowojorskiej Giełdzie Papierów Wartościowych, która musiała pozostać zamknięta przez 10 kolejnych dni. W odstępie jednego roku zanotowano ponad 5 000 upadłości.

## Geneza
Państwowy system bankowy upowszechnił się po wojnie secesyjnej. Liczba banków, państwowych weksli oraz depozytów znacząco się zwiększyła. Po 1870 banki stanowe zaczęły szybko się rozwijać jako instytucje kreujące depozyty. Państwo bowiem stawiało wobec nich niższe wymagania, a ich działalność podlegała mniejszej liczbie ograniczeń. Liczba banków państwowych wzrosła z 1 293 w 1865 do 1 968 w 1873, podczas gdy liczba banków stanowych wzrosła z 349 do 1 330 w tym samym czasie. Całkowita wartość banknotów i depozytów w bankach stanowych i państwowych wzrosła z 835 mln USD w 1865 do 1 964 mld USD w 1873. Jest to całkowity wzrost o 135,2% (średnio wzrost 16,9% rocznie). Kolejnego roku podaż pieniądza bankowego ustabilizowała się ze względu na wybuch Paniki 1873 i liczne bankructwa nią spowodowane.
Jay Cooke, jeden z twórców państwowego systemu bankowego, był wyłącznym poręczycielem corocznego wykupu amerykańskich obligacji skarbowych z wyjątkiem lat 1862–1873. W 1866 Jay Cooke opowiedział się za skurczeniem podaży „papierowego” i wczesnym wznowieniem jego wykupu w złocie, ponieważ obawiał się, że inflacja mogłaby drastycznie obniżyć wartość obligacji skarbowych. W późnych latach 60. XIX wieku House of Cooke gwałtownie się rozwijał, a w szczególności zdobył kontrolę nad nowym Northern Pacific Railroad. Northern Pacific był największym beneficjentem ogromnej przychylności dla kolei rządu federalnego w latach 60. XIX wieku: podarowano mu ziemię o powierzchni nie mniejszej niż 47 mln akrów. W 1869, rozwijając dalej swoją różnorodną aktywność gospodarczą, Cooke napisał, że nieszczęsne teorie twardego pieniądza były zatęchłymi teoriami zeszłego wieku, oraz że wspaniale wzrastający zachód mógłby rosnąć dwukrotnie szybciej, gdyby nie był skrępowany przez ograniczoność środków koniecznych do budowy kolei, udoskonalenia farm oraz dostarczenia produktów na rynek.
W 1873 nadmiernie rozbudowany Northern Pacific rozpadał się, a operacje finansowe na obligacjach skarbowych okazały się niepowodzeniem. Potężny dom maklerski Cooke’a zbankrutował, inicjując Panikę 1873 roku.

## Mit długiego kryzysu
Niektórzy historycy ekonomii zgłaszali wątpliwości co do „wielkiego kryzysu” (później nazwanego długim kryzysem), który rozpoczął się w Stanach Zjednoczonych wybuchem paniki 1873 i trwał nieprzerwanie przez 6 lat do 1879. Uważano, że duża część tej stagnacji została spowodowana przez kurczenie się podaży pieniądza, prowadzące do wznowienia wymienialności dolarów na złoto w 1879. Niemniej jednak „kryzysowi” towarzyszył niezwykle rozległy rozwój przemysłu, kolei, produktu narodowego netto oraz dochodu realnego na osobę. Jak przyznają Milton Friedman i Anna Schwartz, dekada od 1869 do 1879 doświadczyła 3-procentowego rocznego wzrostu w pieniężnym produkcie narodowym. W tym czasie zanotowano dynamiczny wzrost realnego produktu narodowego o 6,8% rocznie oraz ogromny wzrost – 4,5% rocznie w ujęciu na osobę. Nawet domniemane „kurczenie się pieniądza” nigdy nie miało miejsca, gdyż podaż pieniądza wzrastała przez ten okres o 2,7% co roku. Od 1873 roku do 1878, przed innym strumieniem ekspansji monetarnej, całkowita podaż pieniądza bankowego wzrosła z 1 964 mld USD do 2 221 mld USD – jest to wzrost o 13,1% (2,6% co roku). W skrócie – miał miejsce umiarkowany, ale wyraźny wzrost podaży pieniądza, w żadnym zaś razie jej skurczenie się.
Powstanie mitu jest spowodowane mylną interpretacją faktu, że ceny znacznie spadły podczas całego omawianego okresu. Faktem jest, że ceny spadały od końca wojny secesyjnej do 1879. Friedman i Schwartz oszacowali, że w okresie 1869–1879 spadek ten wynosił mniej więcej 3,8% rocznie. Jako naturalna kolej rzeczy – kiedy rząd i system bankowy nie zwiększają podaży pieniądza zbyt szybko, wolnorynkowy kapitalizm spowoduje rozwój gospodarczy, który zrekompensuje skutki wzrostu podaży pieniądza. Ceny spadną, a konsekwencjami nie będą depresja i stagnacja, lecz dobrobyt (zważając na fakt, że koszty także spadną), wzrost gospodarczy oraz powszechny wzrost standardu życia wszystkich konsumentów. Analogiczny „wielki kryzys” w Anglii również był mitem zrodzonym z tych samych powodów.